# Gare de Colmar-Mésanges
Gare de Colmar-Mésanges – przystanek kolejowy w miejscowości Colmar, w departamencie Górny Ren, w regionie Grand Est, we Francji. Jest zarządzany przez SNCF i obsługiwany przez pociągi TER Grand Est.

## Położenie
Znajduje się na linii Colmar – Metzeral, na km 1,745 między stacjami Colmar-Saint-Joseph i Logelbach, na wysokości 205 m n.p.m.

## Linie kolejowe
- Linia Colmar – Metzeral